# Pastorale (Instrumentalmusik)
Die Pastorale oder Pastorella (von lat. pastor, oder italienisch pastore: „Hirte“) ist eine Gattung der Instrumentalmusik vor allem im Barock. Man kann unterscheiden zwischen der Pastorale im engeren Sinne, die eine typische Weihnachtsmusik ist, und in einem weiteren Sinne auch anderen Arten von Pastoralmusiken, unter anderem Hirtentänze.
Die Pastorale kann eine selbständige Komposition sein, tritt aber auch als Teil einer Komposition mit mehreren Sätzen auf. Sie steht meist in einem Dreiertakt (z. B. 12/8-Takt) und in Dur, der Rhythmus erinnert häufig an eine Siciliana. Typisch ist ein mäßiges bis ruhiges Tempo und vor allem ein lieblich-wiegender, aber heiterer Charakter; zuweilen kommen auch Stücke in einem fröhlichen Tempo vor. Orgelpunkte, also lange Basstöne, spielen häufig (aber nicht immer oder nicht immer durchgängig) auf die Bordunbässe der Hirteninstrumente Dudelsack oder Drehleier an. Es gibt Pastoralen für Orgel oder für Streichinstrumente, manchmal werden auch typische Hirteninstrumente wie Schalmeien, Oboen oder Blockflöten eingesetzt. Auch nach 1800 war das Pastorale als Genre manchmal Thema verschiedener Instrumentalwerke, insbesondere in Pastoral-Sinfonien.

## Weihnachtspastorale
Die weihnachtliche Pastorale erinnert an die Hirtenmusik zur Geburt Christi, der auch selber als Guter Hirte bezeichnet wird. Sie hat ihren Ursprung vermutlich im weihnachtlichen Musizieren der Pifferari, italienischer Hirten, die zur Weihnachtszeit in Rom vor Madonnenbildern musizierten. Der italienische Dirigent Nicolo Pasquali, der Mitte des 18. Jahrhunderts in England wirkte, erklärte im Zusammenhang mit der Pastorale von Arcangelo Corellis Weihnachtskonzert: „…zu Weihnachten hätte jede Familie in Italien eine Krippe mit dem Jesuskind, und an diesem Freudentag gingen die Burschen und Hirten mit ihren Dudelsäcken von Haus zu Haus, stellten sich dem Kind vor und spielten dazu lustige Hirtenweisen.“

### Orgelwerke
Ein frühes Beispiel aus der Orgelmusik ist Girolamo Frescobaldi Capriccio Pastorale in G aus der 3. Edition seines ersten Toccatenbuches von 1637. Auf dieses Vorbild gehen mehrere italienische Orgel-Pastoralen zurück: Die lange vierteilige Pastorale von Bernardo Storace in D (Venedig 1664) stellt mit ihren ziselierten und repetitiven Figurationen eine offenbar recht genaue Imitation echter italienischer Dudelsackmusik dar; die vier Teile gehen direkt ineinander über und stehen sowohl in geraden (C), als ungeraden Taktarten (3/2, 6/4). Bernardo Pasquinis Introduzione e Pastorale in G-Dur (in 3/4) weist nur wenige (ausgeschriebene) Stellen mit Bordun auf. Bekannt und beliebt ist Domenico Zipolis dreisätzige Pastorale in C-Dur (op. 1, Rom 1716) mit harmonisch und melodisch pikanten Ausweichungen nach Moll im letzten Teil. Auch Johann Sebastian Bachs Pastorale (oder Pastorella) in F-Dur BWV 590 ist ein mehrsätziges Werk. Vor allem der erste Satz entspricht der Pastorale im engeren Sinne mit ihren tiefen Borduntönen im Pedal und ihrem 12/8-Takt, der zweite Satz führt nach C-Dur (im C-Takt und auch mit Borduntönen, aber nicht im Pedal), der dritte Satz nach c-moll (in 3/8), der letzte ist eine fröhliche fugierte Giga (in 6/8). Das Werk als Ganzes ähnelt in seiner Mehrsätzigkeit einigen Beispielen der zeitgenössischen Konzertliteratur.

### Konzertante Werke
- Die vielleicht berühmteste Pastorale war und ist der Schlusssatz (in G-Dur) von Arcangelo Corellis Concerto grosso Op. 6 Nr. 8 in g-Moll mit dem Untertitel fatto per la notte di Natale („gemacht für die Weihnachtsnacht“), veröffentlicht 1714 in Amsterdam.
- Francesco Manfredini Concerto op. 3 Nr. 12 in C-Dur mit dem Untertitel Pastorale per il Santissimo Natale („Pastorale für die allerheiligste Weihnacht“; veröffentlicht in Bologna 1718). Hier gibt es im ersten und im dritten Satz nur gelegentliche Bordunpassagen, aber der erste Satz hat den typischen wiegenden Charakter; der dritte ist ein Allegro, und entspricht einem fröhlichen Hirtentanz.[6]
- Das siebensätzige Concerto pastorale in F-Dur für 2 Blockflöten, Streicher und Basso continuo von Johann Christoph Pez, und dabei vor allem der erste Satz Pastorale (Adagio, im 3/2-Takt) und der vierte Satz, der aus einer schnellen Aria (Presto, im 4/4-Takt) und einer weiteren langsamen Pastorale (Adagio, im 3/2-Takt) besteht.
- Die Pastorale per la Notte della Nativitate Christi („Pastorale für die Nacht der Geburt Christi“) von Johann David Heinichen.
- Die Pifa (12. Satz) im Oratorium Messias (1742) von Georg Friedrich Händel.
- Auch Bachs instrumentale Einleitung zum 2. Teil des Weihnachtsoratoriums BWV 248 mit einer lieblichen Instrumentation aus Traversflöten, Oboen d’amore und Oboen da caccia ist eine Pastorale par excellence, zumal dieser Satz inhaltlich das Geschehen um die Hirten in der Nacht der Geburt Christi einleitet; Albert Schweitzer sah in diesem Satz das Musizieren der Hirten mit den Engeln.

Auch weihnachtliche Oratorien wurden im 17. und 18. Jahrhundert manchmal als Pastorella oder Pastorale bezeichnet, ohne dass in diesen Werken eine typische instrumentale Pastorale vorkommen muss (z. B. Marc-Antoine Charpentiers Pastorale sur la naissance de Notre Seigneur Jésus-Christ („Pastoral auf die Geburt unseres Herrn Jesus Christus“), H. 482 und H. 483 (1682–1684)).

## Hirtentänze und Landmusik
Der Schlusssatz des Frühlingskonzerts op. 8 Nr. 1 in E-Dur aus den Vier Jahreszeiten von Antonio Vivaldi ist bezeichnet mit Danza pastorale („Hirtentanz“). Es ist allerdings ein kunstvoll-stilisierter Hirtentanz, der einige Elemente wie die Borduntöne und den triolischen Rhythmus von der weihnachtlichen Pastorale übernimmt; das Tempo ist Allegro, und eher untypisch für eine Pastorale (aber natürlich nicht für ein Solokonzert) sind die virtuosen Soli für die Violine. Vivaldi selber schrieb in einem eigenhändigen Sonett zu diesem Konzert: „… zum festlichen Klang des bäuerlichen Dudelsacks / tanzen Nymphen und Schäfer unter ihrem geliebten Himmelszelt, / da der Frühling glänzend erscheint“.
Hirtentänze waren schon vorher bekannt. Sie kommen zum Beispiel in Lautensuiten des 17. Jahrhunderts vor, werden dann Pastorella und Chorea pastorum genannt, und ersetzen gelegentlich die Sarabande. Eine ähnliche Tanzform ist die Paisanne oder Paysane, die aber einen ländlichen oder bäuerlichen Tanz bezeichnet. Auch Louis Couperin hinterließ eine Pastourelle in d-moll in 3/4 (für Cembalo), die wegen der Tonart einen etwas anderen, schmerzlicheren Charakter hat, als alle bisherigen Beispiele; es gibt auch keinen Bordun, und auffällig ist bei diesem Stück eine dreitaktige Gliederung im Gegensatz zur sonst üblichen Vier- oder Acht-Taktigkeit bei den meisten Tanzformen.
Eine Pastorella ist auch unter den zahlreichen Tänzen, die Johann Heinrich Schmelzer für den kaiserlichen Hof in Wien schrieb. Als ungewöhnliche Mischform veröffentlichte Bernardo Storace 1664 eine lange Passagagli, die von D-Dur über A und E nach h-moll moduliert, und drei Abschnitte in modo pastorale („nach Art der Pastorale“) enthält; in diesen wird der normale absteigende Ostinato-Bass der Passagagli gegen einen ruhigeren bordunartigen Pastoral-Bass ausgetauscht, der über die jeweilige Tonika, Subdominante und Dominante geht.
Auch der zweite Satz aus Johann David Heinichens Concerto C-Dur (Seibel 211) ist als Pastorell bezeichnet. Er ahmt mit Streichern und Oboen eine ländliche, lärmende Dudelsackmusik naturgetreu nach.
Es besteht auch eine enge Verwandtschaft zwischen der Pastorale bzw. der Pastorella und der rein weltlichen französischen Musette des 18. Jahrhunderts.

## Andere Musikwerke im pastoralen Stil
Bei einigen Pastoralen ist eine eindeutige Einordnung in die bisher genannten Kategorien schwierig oder nicht möglich, das gilt z. B. für Domenico Scarlattis Pastoralen K 415 in D-Dur und K 513 in C-Dur. K 415 ist ein Allegro im 12/8-Takt völlig ohne Bordun, und es ist nicht klar, ob es für Orgel oder Cembalo gedacht ist, da es vom Umfang her auch auf der Orgel gespielt werden könnte. K 513 ist wegen seines Ambitus bis zum tiefen GG im Bass relativ eindeutig für Cembalo: Es besteht aus drei ineinander übergehenden Teilen mit den Tempobezeichnungen Moderato (12/8) – Molto allegro (12/8) – Presto (3/8). Das Tempo wird also immer schneller und fröhlicher. Dabei haben die beiden ersten Tempi einen typischen Pastoral-Charakter, Bordun-Passagen (z. T. mit Quinte) kommen vor allem im Molto allegro vor.
Die Pastorale als Instrumentalstück kann nicht verwechselt werden mit der gleichnamigen Operngattung des 17. und 18. Jahrhunderts, die sich aus dem idyllischen Schäferspiel des Sprechtheaters entwickelte. Was aber beide musikalischen Begriffe inhaltlich verbindet, ist die Entfaltung einer speziellen pastoralen Klang-Charakteristik, sowohl bei der reinen Instrumentalmusik, als auch beim pastoralen Musiktheater oder einer Pastoral-Kantate. Bei letzteren beiden handelt es sich um kürzere Opern oder andere mehrsätzige Kompositionen mit Gesang, sowohl mit oder ohne Schauspiel. Mozarts Singspiel Bastien und Bastienne, das von einem Schäferpärchen handelt, gehört inhaltlich diesem Genre an. In diesem Stück kommt eine Streichmusik (ohne Bezeichnung) vor, die charakteristische pastorale Stilmerkmale aufweist: Beim ersten Auftritt des „Dorfwahrsagers“ Colas kündigt ihn das vorausgehende Streicherstück im 6/8 Takt über einem permanenten Bordunbass unmissverständlich als (guten) Hirten an, der dem entzweiten Liebespaar wieder auf die Sprünge hilft.
Auch in der Zeit nach dem Barock knüpfen einige Werke namentlich an die Tradition der instrumentalen Pastoralmusik an. Einige Beispiele sind die Pastorale aus den 12 Orgelstücken op. 59 von Max Reger und eine Pastorale für Violine und Orgel von Sigfrid Karg-Elert (op. 48b, zweiter Satz).

## Pastoral-Sinfonie
Ein besonderer Fall ist die Pastoral-Sinfonie. Das erste Beispiel ist Le portrait musical de la nature, ou Grande simphonie [Pastoralsymphonie] (Speyer, 1785) von Justin Heinrich Knecht, welche zugleich mit ihrem musikalischen Programm als Ideengeber für Ludwig van Beethovens 6. Sinfonie gilt, die auf ländlich-idyllische Motive anspielt und deshalb auch Pastorale genannt wird. Im Gegensatz zur traditionellen Pastorale des Barocks ging es Beethoven dabei vor allem um die musikalische Schilderung eines poetisch-romantischen Naturerlebnisses mit Imitationen von Vogelgesang, Bachplätschern, einem Gewitter u. ä.; er war dabei von Joseph Haydns späten Oratorien Die Schöpfung und Die Jahreszeiten inspiriert. Beethoven stellt im dritten Satz (Allegro) seiner Pastorale einen rustikalen Bauerntanz dar, er ist bezeichnet mit „Lustiges Zusammensein der Landleute“. Der letzte Satz „Hirtengesänge...“, übernimmt von der traditionellen Pastorale das triolische Metrum. Beethovens Pastoral-Sinfonie hatte noch mehrere Nachfolger, namentlich die Symphonie Nr. 7 Pastoral von Alexander Glazunov, die dritte Symphonie A Pastoral Symphony von Ralph Vaughan Williams oder die zweite Symphonie A Pastoral Symphony von Alan Rawsthorne. Auch in Bedřich Smetanas bekannter Tondichtung Die Moldau gehen die Naturschilderungen wie das Plätschern des Baches zu Beginn oder die Bauernhochzeit vermutlich auf Beethovens Pastorale zurück.

### Noten
- Louis Couperin: Pièces de Clavecin (Le Pupitre LP. 18). hrsg. v. Alan Curtis & François Lesure, Paris: Heugel.
- Girolamo Frescobaldi: Toccate d'Intavolatura di Cimbalo..., Libro Primo, Rom 1615 und 1637. Neuausgabe von Pierre Pidoux, Kassel: Bärenreiter (urspr. 1948).
- Bernardo Pasquini: Opere per tastiera – Vol. I (Bologna, Archivio Prov. di Cristo Re), a cura di (hrsg. v.) Armando Carideo, Colledara: Andromeda Editrice, 2000 / 2003.
- Bernardo Storace: Selva di Varie compositioni d'Intavolatura per Cimbalo ed Organo, Venezia 1664. Neuausgabe (Faksimile) bei: Studio per Editioni scelte (S.P.E.S), Firenze, 1982.
- Domenico Zipoli: Orgel- und Cembalowerke, Band I (Orgelwerke). hrsg. v. Luigi Ferdinando Tagliavini, Süddeutscher Musikverlag, Heidelberg 1959 / 1988.

### Einspielungen
(Hier werden nur Belege angeführt)
- Johann Heinrich Schmelzer: La Margarita. Armonico Tributo Austria, Lorenz Duftschmid, erschienen bei: Arcana 1996 (CD).